# Álvaro de Luna y Bobadilla
Álvaro de Luna y Bobadilla ( 1481 – 1546 ), fue un noble y militar castellano, titulado V Señor de Fuentidueña.

## Orígenes familiares
Álvaro de Luna y Bobadilla, caballero de la Orden de Santiago, fue hijo de Álvaro de Luna y Ayala, II Señor de Fuentidueña, y de Isabel de Bobadilla y Maldonado, hija de Pedro de Bobadilla y María de Maldonado, y por tanto hermana de Francisco de Bobadilla, corregidor de Córdoba, y de Beatriz de Bobadilla, I marquesa de Moya.

## Biografía
En 1519, sucedió a su padre como capitán de los continos de las Guardias de Castilla, puesto que mantuvo hasta su muerte, cuando le sucedió su primogénito Antonio de Luna y Valois, VI Señor de Fuentidueña. A este le sucedieron diversos miembros de la Casa de Fuentidueña, entre ellos, su hijo y su nieto.
En 1520, comienza la Guerra de las Comunidades donde tanto Álvaro de Luna y Bobadilla como el concejo de Fuentidueña estuvieron de parte del bando realista. Ese mismo año acompañó a Germana de Foix en su periplo por Flandes, conociendo a la que sería su esposa, Catalina de Valois.
En 1521, participó en la Batalla de Noáin, la única gran batalla campal que tuvo lugar durante la conquista de Navarra por parte de Castilla y Aragón. En ella se enfrentaron las tropas del ejército navarro que habían reconquistado Navarra, al ejército castellano donde estaban encuadrados los continos. Al finalizar la guerra, se estableció en Pamplona durante varios años.
En 1535, tras la muerte sin herederos de Francisco II Sforza, el emperador Carlos V y el rey Francisco I de Francia se enfrentaron en la guerra italiana de 1536-1538 por el control del Milanesado. En este contexto, Álvaro de Luna y Bobadilla, fue nombrado primer castellano español del Castillo de Milán, puesto desde el que sirvió al emperador durante muchos años.
En abril de 1546 debido a la muerte de Alfonso de Ávalos, desempeñó interinamente las funciones de Gobernador del Milanesado. Hasta que en octubre tomó posesión del cargo Ferrante I Gonzaga.
En 1547, la muerte sin sucesores de su sobrino, Álvaro de Luna y Manrique, le convirtió en el V Señor de Fuentidueña, no obstante, el hecho de haberse afincando en Milán le impidió tomar posesión efectiva del señorío, que paso a su hijo primogénito, Antonio de Luna y Valois.
A Álvaro de Luna y Bobadilla le debemos la publicación de la "Crónica de don Álvaro de Luna, condestable de los reinos de Castilla y León".

## Muerte y sepultura
Álvaro de Luna y Bobadilla falleció en fecha desconocida y probablemente recibió sepultura en Milán donde se había afincado.

## Matrimonio e hijos
Álvaro de Luna y Bobadilla contrajo matrimonio con Catalina de Valois, prima de Germana de Foix, esposa de Fernando II de Aragón, con la que tuvo varios hijos:
1. Antonio de Luna y Valois, VI Señor de Fuentidueña.
2. Álvaro de Luna y Valois, llamado el ciego, caballero de la Orden de Alcántara, casado con María Manrique de Castro
3. Carlos de Luna y Valois, sin sucesión.
4. Germana de Luna y Valois, casada con Hernando Álvarez de Meneses, caballero de la Orden de Santiago.

| Predecesor: Álvaro de Luna y Manrique | Señor de Fuentidueña 1547 - 1547 | Sucesor: Antonio de Luna y Valois |